# Sjantar-eilanden
De Sjantar-eilanden (Russisch: Шантарские острова; Sjantarskieje ostrova) zijn een eilandengroep gelegen in het zuidwestelijke deel van de Zee van Ochotsk bij de monding van de Oedabaai, Toegoerbaai en de Akademiebaai. Ze worden gescheiden van het vasteland door de Sjantarzee en Straat Lindholm. De eilanden maken deel uit van de kraj Chabarovsk in Rusland. Ze zijn ruim 2500 km² groot en werden in 1645 ontdekt door de Russische ontdekkingsreiziger Ivan Moskvitin. De archipel bestaat onder meer uit 4 grotere eilanden en tientallen kleinere. Op de eilanden liggen bergen met scherpe toppen zoals de Gora Vesjolaja (720 meter) en komen vele watervallen voor. De eilanden zijn amper bevolkt. De grootste plaats is Bolsjoj Sjantar.
De eilanden zijn bedekt met lariksen en taigabossen, met daaronder struikgewas van Siberische dwergdennen. Op en rond de eilanden leven krabben, zeehonden, 35 soorten vissen, waaronder zalm, en arenden. Het is eveneens een trekpleister voor meer dan 200 vogels die er komen broeden. Er wordt gevist, dieren voor hun bont gevangen en aan bosbouw gedaan.

## Eilanden
De eilandengroep bestaat in totaal uit 15 eilanden. De grootste zijn:
- Bolsjoj Sjantar (1790 km²)
- Felikstova (± 400 km²)
- Maly Sjantar (± 100 km²)
- Velitsji (± 70 km²)